# Mirco Maestri
Mirco Maestri (Guastalla, 26 oktober 1991) is een Italiaans wielrenner die sinds 2022 rijdt voor EOLO-Kometa.

## Carrière
In 2015 werd Maestri in dienst van General Store Bottoli Zardini onder meer zesde in de door Michele Gazzara gewonnen Giro del Medio Brenta.
In 2016 werd Maestri prof bij Bardiani CSF. Zijn debuut maakte hij in de Ronde van Valencia, waar hij zich geen enkele dag in de top vijftig  wist te rijden. In maart nam hij deel aan zijn eerste Monument; Milaan-San Remo, waarin hij net buiten de top honderd eindigde. Eind april werd bekend dat Maestri door zijn ploeg werd opgenomen in de selectie voor de Ronde van Italië. In de laatste etappe ging hij in de aanval, maar werd samen met Daniel Oss op 22 kilometer van de streep bijgehaald door het peloton. In het algemeen klassement eindigde hij op plek 119.
In oktober 2017 won Maestri het bergklassement van de Ronde van Turkije, die dat jaar voor het eerst deel uitmaakte van de World Tour. Danilo Celano eindigde met een achterstand van twee punten op de tweede plaats. In 2018 behaalde hij zijn eerste UCI-zege toen hij de eerste etappe van de Ronde van Rhodos won. De leiderstrui die hij daaraan overhield moest hij een dag later afstaan aan Joshua Huppertz, maar in de laatste etappe heroverde hij de leiding en volgde zo Colin Stüssi op op de erelijst.
In 2019 won Maestri het puntenklassement van de Tirreno-Adriatico voor Adam Yates en Julian Alaphilippe.

## Palmares

### Overwinningen
2017
Bergklassement Ronde van Turkije
2018
1e etappe Ronde van Rhodos
Eindklassement Ronde van Rhodos
2019
Puntenklassement Tirreno-Adriatico
2e etappe Ronde van China I
2021
GP Slovenian Istria
GP Slovenia
2024
 Europees kampioen gemengde ploegentijdrit, elite

### Resultaten in voornaamste wedstrijden
| Jaar | Ronde van Italië | Ronde van Frankrijk | Ronde van Spanje |
| ---- | ---------------- | ------------------- | ---------------- |
| 2016 | 119e             |                     |                  |
| 2017 | 143e             |                     |                  |
| 2018 | opgave           |                     |                  |
| 2019 | 103e             |                     |                  |
| 2020 |                  |                     |                  |
| 2021 |                  |                     |                  |
| 2022 | 96e              |                     |                  |
| 2023 | 78e              |                     |                  |
| 2024 | 60e              |                     |                  |
| 2025 | 93e              |                     |                  |

| Jaar | Milaan-San Remo | Gent-Wevelgem | Amstel Gold Race | Ronde van Lombardije |
| ---- | --------------- | ------------- | ---------------- | -------------------- |
| 2016 | 101e            | opgave        |                  |                      |
| 2017 | 153e            |               | opgave           |                      |
| 2018 | 108e            |               |                  |                      |
| 2019 | 142e            |               | opgave           |                      |
| 2020 |                 |               |                  |                      |
| 2021 |                 |               |                  |                      |
| 2022 | 87e             |               |                  | 99e                  |
| 2023 | 105e            |               |                  |                      |
| 2024 | 44e             |               |                  |                      |
| 2025 |                 |               |                  |                      |

### Resultaten in kleinere rondes
| Jaar | Tirreno-Adriatico | Ronde van Polen | Ronde van Turkije |
| ---- | ----------------- | --------------- | ----------------- |
| 2016 |                   | 13e             |                   |
| 2017 | 143e              |                 | 37e               |
| 2018 |                   |                 |                   |
| 2019 | 115e              |                 |                   |

## Ploegen
- 2016 –  Bardiani CSF
- 2017 –  Bardiani CSF
- 2018 –  Bardiani CSF
- 2019 –  Bardiani CSF
- 2020 –  Bardiani-CSF-Faizanè
- 2021 –  Bardiani-CSF-Faizanè
- 2022 –  EOLO-Kometa
- 2023 –  EOLO-Kometa
- 2024 –  Polti-Kometa
- 2025 –  Team Polti VisitMalta

Andreetta · Barbin · Boem · Bongiorno · Chirico · Ciccone · Colbrelli · Maestri · Pirazzi · Rota · Ruffoni · Simion · L.Sterbini · S.Sterbini · Tonelli · Velasco · Zardini
Albanese · Andreetta · Barbin · Boem · Bresciani · Ciccone · Maestri · Maronese · Pacinotti · Pirazzi · Rota · Ruffoni · Simion · Sterbini · Tonelli · Velasco · Wackermann · Zardini · Fortunato (stagiair) · Orsini (stagiair)
Albanese · Andreetta · Barbin · Bresciani · Carboni · Ciccone · Guardini · Maestri · Maronese · Orsini · Rota · Savini · Senni · Simion · Sterbini · Tonelli · Wackermann
Albanese · Barbin · Bresciani · Carboni · Covili · Guardini · Maestri · Maronese · Orsini · Pessot · Romano · Rota · Savini · Senni · Simion · Tonelli · Wackermann
Albanese · Bais · Bevilacqua · Christian · Dina · Fancellu · Fedeli (vanaf 20/6) · Fetter · Fortunato · García · Gavazzi · Grávalos · Lonardi · Maestri · Á. Martín · D. Martín · Ravasi · Rivi · Ropero · Rosa · Sevilla · Viegas · Montoli (stagiair) · Muñoz (stagiair) · Pietrobon (stagiair)
Albanese · D. Bais · M. Bais · Bevilacqua · Fancellu · Fetter · Fortunato · Garosio · Gavazzi · Lonardi · Maestri · Á. Martín · D. Martín · Pietrobon · Piganzoli · Raccani (tot 9/8) · Rivi · Serrano · Sevilla · Tercero · De Cassan (stagiair) · Muñoz (stagiair)
D. Bais · M. Bais · De Cassan · Double · Fabbro · Fetter · Garosio · Gómez · Lonardi · Maestri · Á. Martín · D. Martín · Muñoz · Peñalver · Pietrobon · Piganzoli · Restrepo · Serrano · Sevilla · Tercero · Bagnara (stagiair) · Buttigieg (stagiair)  · Raccagni (stagiair)